# Municipalité de Vicente Guerrero
Vicente Guerrero est une des 39 municipalités de l'état de Durango au nord-ouest du Mexique. Son chef-lieu est la ville de Vicente Guerrero. Sa superficie est de  402,24 km2.
En 2010, sa population totale est 21 117 habitants, contre 20 614 habitants en 2005.
En 2010, la ville de Vicente Guerrero a une  population de 15 982 habitants. Le nombre de localités situées dans cette municipalité est de 19. Les plus importantes sont (avec entre parenthèses la population de 2010) : San Francisco Javier (1 669), classifiée rurale.